# William Louis Abbott
William Louis Abbott (* 23. Februar 1860 in Philadelphia; † 2. April 1936 in Maryland) war ein amerikanischer Arzt, Naturforscher und Ornithologe.

## Leben und Werk
William Louis Abbott wurde 1860 in Philadelphia geboren und studierte Medizin an der University of Pennsylvania, ehe er als Chirurg am Guy’s Hospital in London arbeitete. Aufgrund seines privaten Reichtums entschied er sich, nicht als Mediziner zu arbeiten und stattdessen Naturkundler zu werden. Bereits aus seiner Jugend und Studentenzeit hatte er, gemeinsam mit Joseph Krider, eine Balgsammlung in Iowa und Dakota sowie in Kuba und San Domingo aufgebaut. 1887 ging er nach Ostafrika und blieb dort für zwei Jahre.
Ab 1887 bereiste er zu Forschungszwecken die Taveta Region am Kilimandscharo in Britisch-Ostafrika. Im November 1888 war er beteiligt, als Otto Ehrenfried Ehlers die Erstbesteigung des Kilimandscharo versuchte, letztlich aber, wie später festgestellt wurde, den höchsten Gipfel nicht erreicht hatte. 1890 besuchte er Sansibar, die Seychellen und Madagaskar.
1890 bis 1891 war er Herausgeber des Werks Ethnological Collections in the United States National Museum from Kilima-Njaro, East Africa. Ab 1891 studierte er die Tierwelt des Indo-malayischen Archipels, wobei er sein in Singapur beheimatetes Schiff Terrapin nutzte und legte eine Sammlung der Säugetiere Südostasiens für das National Museum of Natural History in Washington, D.C. an. 1897 ging er nach Thailand und blieb dort 10 Jahre, um die Länder um das Chinesische Meer zu bearbeiten. 1917 kehrte er nach San Domingo zurück, um seine Sammlung weiter auszubauen. Später kehrte er in die Vereinigten Staaten zurück und blieb in Maryland, wo er 1936 verstarb.
Abbott legte reichhaltige biologische und ethnologische Sammlungen an. In seinem Testament vermachte er einen Großteil seiner Sammlungen und 20 % seines Besitzes an die Smithsonian Institution.

## Dedikationsnamen
Abbott zu Ehren sind zahlreiche Tierarten benannt, wie zum Beispiel die Winkelkopfagamenart Gonocephalus abbotti, die Taggeckoart Phelsuma abbotti, Papasula abbotti (der Abbott- oder Graufußtölpel), der Abbott-Star (Cinnyricinclus femoralis), die Raupenfängerart Coracina abbotti, die Nektarvogelart Cinnyris abbotti und der Abbott-Ducker (Cephalophus spadix) aus der Gruppe der Ducker. Eine Unterart des Kappenpittas ist gleichfalls nach W. L. Abbott benannt.

## Belege
1. ↑  Stichwort: William Louis Abbott auf der Homepage: Mount-Kilimanjaro-Wiki Link. Abgerufen am 3. Mai 2021.
2. 1 2  Bo Beolens, Michael Grayson, Michael Watkins: The Eponym Dictionary of Mammals. Johns Hopkins University Press, 2009; S. 1; ISBN 978-0-8018-9304-9.
3. 1 2  Bo Beolens, Michael Grayson, Michael Watkins: The Eponym Dictionary of Birds. Bloomsbury Publishing, 2014.
4. ↑  Bo Beolens, Watkins, Michael: Whose Bird? Men and Women Commemorated in the Common Names of Birds. Christopher Helm, London 2003, S. 205 (englisch).